# Уильямс, Джефф
Джефф Уильямс (англ. Jeff Williams; род. 1963, США) — американский топ-менеджер и предприниматель. Старший вице-президент по дизайну, часам и оборудованию для здоровья Apple Inc, бывший главный операционный директор Apple Inc (2015—2025).

## Биография
Джефф Уильямс окончил Университет штата Северная Каролина по специальности «инженер-механик», получив степень бакалавра в области машиностроения. После чего Уильямс прошёл недельное обучение в Центре креативного лидерства в городе Гринсборо (штат Северная Каролина). Во время этого курса он смог проанализировать свои сильные и слабые стороны, а также возможности в сфере взаимодействия с людьми. Это обучение произвело на него сильное впечатление, и теперь он в обязательном порядке отправляет своих подчиненных на прохождение аналогичных курсов.
Он также получил степень MBA в Университете Дьюка. Интересно, что и Тим Кук получил степень MBA в том же ВУЗе, но обучался он не в одно и то же время с Уильямсом.
С 1985 по 1998 годы работал в корпорации IBM на нескольких должностях, в сфере операций и инженерии.
В 1998 году Джефф пришёл в компанию Apple и занял пост руководителя отдела международного снабжения (глобальных закупок).
В 2004 году он был назначен вице-президентом по операциям компании Apple и стал «правой рукой» главного операционного директора — Тима Кука.
В 2007 году Джефф играл ключевую роль в запуске на рынок iPhone — смартфона от Apple.
В 2010 году Джефф Уильямс вошёл в руководство Apple Inc в качестве старшего вице-президента по операциям и стал управлять операционной деятельностью компании по всему миру для всех продуктов компании Apple, отвечая также и за контроль качества продукции компании.
В августе 2013 года вдобавок к своим обязанностям он возглавил инженеров работающих над специальными проектами, в частности начал вести новый проект компании — Apple Watch.
В декабре 2015 года Уильямс занял пост главного операционного директора Apple Inc, интересно что нынешний гендиректор компании Тим Кук занимал этот пост в 1998—2011 годах.
В конце июля 2025 года покинул пост главного операционного директора (COO) Apple собираясь уходить на пенсию, но до конца 2025 года он останется в переходной роли на должности старшего вице-президента по дизайну, часам и оборудованию для здоровья.